# Batalla de Jdaidet al-Fadl
La Batalla de Jdaidet al-Fadl fue un conflicto armado acaecido en el marco de la Guerra Civil Siria, durante la que las fuerzas leales al gobierno de Bashar al-Assad se hicieron con las localidades de Jdaidet al-Fadl y Artouz. La oposición acusó al ejército de haber asesinado a hasta 500 personas, incluyendo rebeldes, mientras que las fuerzas leales acusaron a la oposición de haber asesinado a simpatizantes del gobierno.

## Desarrollo
El 16 de abril, las fuerzas progubernamentales se movilizaron hacia las ciudades de Jdaidet Artouz y Jdaidet al-Fadl, en la campiña de Damasco, al suroeste de la capital.
El 20 de abril, las fuerzas progubernamentales estaban presionando para asegurar Jdaidet al-Fadl. Un total de 69 personas murieron en cuatro días de batalla, la mayoría de ellos rebeldes. Los combates también afectaron a la cercana ciudad de Jdeidit Artouz, que es predominantemente cristiana.
El 21 de abril, las fuerzas leales recapturaron Jdaidet al-Fadl, y la oposición denunció una masacre por parte de las mismas. El OSDH declaró que unas 250 personas murieron durante los cinco días de batalla por la localidad, entre ellos 27 rebeldes. Otra versión opositora puso la cifra de muertos en 450. Un militante afirmó haber contado 98 cadáveres en las calles de la ciudad y 86 en clínicas improvisadas, que habían sido ejecutados sumariamente. Otro militante señaló 85 personas ejecutadas, 28 de ellos en un hospital improvisado. El Comité Local de Coordinación, una agrupación militante opositora, reportó un total de 483 muertos en la contienda, de los cuales 300 eran civiles y 150 rebeldes. Las fuerzas leales contaron con 3000 efectivos en la batalla.
La agencia de noticias estatal SANA, reportó que los rebeldes habían sufrido un elevado número de bajas. La televisión mostró imágenes de militares caminado entre cadáveres al patrullar la ciudad.
Jamal al-Golani, un miembro del grupo opositor Consejo del Mando de la Oposición, dijo que habían 270 rebeldes en la urbe y que estos no tenían posibilidad de repeler el asalto. La militancia opositora afirmó que los comercios fueron incendiados o saqueados, añadiendo que se habían disparado cientos de proyectiles y que 400 personas se hallaban heridas en hospitales de campaña.
Fuentes militares contradijeron las versiones de los militantes, afirmando que el distrito era conocido por su solidaridad con el gobierno, y que el ejército había respondido al llamado de los residentes, luego de que 50 civiles y 20 soldados fueran capturados por fuerzas rebeldes. Dos oficiales y varios soldados fueron muertos durante el primer día. Luego de eliminar a los francotiradores, el ejército penetró en los cuatro distritos y se produjeron feroces combates, muriendo 80 rebeldes en el primer día. Durante las siguientes 48 horas, las fuerzas leales se apoderaron del resto de la ciudad, al tiempo que los rebeldes se retiraban, perdiendo estos a 110 de sus combatientes, incluyendo a su comandante. Durante el último día de la contienda se emplearon tanques y artillería para desalojar a los últimos elementos rebeldes. Las fuentes militares también afirmaron haber descubierto de una fosa común que, según ellos, los rebeldes habrían utilizado para enterrar tanto a sus muertos como a soldados leales y simpatizantes civiles que hubieran ejecutado.
La descripción del bando rebelde argumentaba que el ejército penetró en un barrio y permaneció en el mismo por tres días antes de retirarse, lapso en el cual fueron muertas entre 100 y 200 personas. Shamel al-Golani, de la opositora Red Sham, dijo que muchos de los muertos provenían de Darayya y Modamiyah, donde los combates ya llevaban meses. Luego del tercer día, los rebeldes se retiraron, dejando el control de la ciudad al bando leal. Un militante declaró que Jdaidet al-Fadl fue blanco de la ofensiva debido a que se la consideraba como una «incubadora» de la oposición armada.
Para el 22 de abril, el ejército había completado sus operaciones en la ciudad y se dispuso a retirar a la mayoría de sus tropas en la misma, dejando patrullas y francotiradores.